# 波爾塔瓦 (詩歌)
波爾塔瓦（俄语：Полтава）是一首由亚历山大·谢尔盖耶维奇·普希金在1828年9月所撰寫的叙事诗。詩作內容是關於乌克兰哥薩克人的軍事指揮官伊万·马泽帕，參與1709年發生於瑞典與俄羅斯之間的波爾塔瓦會戰的故事。詩作以馬澤帕與瑪麗之間的愛情故事，以及馬澤帕背叛彼得大帝，和他在戰爭取得勝利的故事為中心。雖然普希金少部分的作品被批判為含有帝國主義思想，但是其他評論則表揚其詩作的敘寫深刻人心。彼得·伊里奇·柴可夫基受到了本詩的啟發後，於1884年寫下歌劇《馬澤帕》（Mazeppa）。

## 大綱
这首诗以拜伦勛爵在1819年所作的小說《马泽帕》的题词开篇。該段序文的主角是一個軍事指揮官，為一個浪漫主義的英雄人物，因为与一个已婚贵族发生婚外情而从波兰放逐。普希金为这个题词所动，敘寫了一段熱情洋溢的獻詞致一位無名的愛人。
在初版的序言中，普希金反對其他作者對於馬澤帕過於誇飾的英雄形象，他根據史實不做過度的誇飾，藉此導正他們的過度渲染。詩作分為三個部分──每一部分都是差不多的長度。
第一部分以描寫莊園貴族瓦西里·柯貝（Vasily Kochubey）的女兒瑪麗亞的美麗容貌作為開頭。瑪麗亞與軍事指揮家的馬澤帕陷入愛河。但他同時也是她的教父，因此他們的愛情不能被他人得知。但是不久之後，他們的戀情曝光，讓他們的家族蒙羞，不得已他們只好遠走他鄉。場景接著轉換到烏克蘭的政治紛爭上，在這場紛爭中，有一派高度支持自俄國獨立。
馬澤帕支持叛軍。瑪麗亞的父親柯貝發誓要對馬澤帕復仇，因為他違反誓言和瑪麗亞私奔一事。他保持著對沙皇的忠誠，還寫了一封信來譴責馬澤帕的背叛。
第二部分的大部分是使用案头戏的手法來敘述一段浪漫的對話。馬澤帕專注在支持反叛軍對沙皇的計畫上，而瑪麗亞則擔心馬澤帕已不再愛她。馬澤帕要求瑪麗亞愛他勝過她的父親，卻拒絕提起有關他背叛沙皇一事。同一時間，柯貝被叛軍俘虜，被歐立克（Orlik）加已折磨以及拷問。他們想要知道柯貝將他的財產藏在哪裡，但是他抵死不從。當瑪麗亞的母親找到瑪麗亞要去救她父親時，柯貝已經被處決了。馬澤帕對於瑪麗亞的失蹤感到悲痛欲絕，不顧一切要找到她。
第三部分切換回到第三人稱描述，馬澤帕假裝自己的身體狀況不佳，鬆懈沙皇的警戒心。當時瑞典國王卡爾十二世已準備好要向俄國沙皇彼得一世開戰，而彼得一世和他的騎兵部隊打敗瑞典的軍隊以及烏克蘭的叛軍。马泽帕尽量不参与战事，并尽可能快地逃离战场。他发现自己无法入睡，再次见到了玛利亚。此時的瑪麗亞因為她父親遭到處決而失去理智。在瑪麗亞的記憶中，她看清了馬澤帕的真面目：一個荒謬，恐怖，老態盡顯的男人。

## 历史源头与启示
伊万·马泽帕，瓦西里·科乔贝和科乔贝的女儿玛利亚是历史知名人物。据历史学家说，马泽帕确实喜欢玛利亚，所以她住在他家里，但是两人是否有恋爱关系并不清楚。实际上，马泽帕和玛利亚并没有私奔：科乔贝将她从马泽帕的家中带走，并把她送到了女修道院。
确实，科乔贝在1706年向彼得举报马泽帕与查理十二世密谋反对他，然而尚不清楚科乔贝是否有证据证明这种阴谋。但是，查理和马泽帕在1708年签署了一项秘密条约，并在波尔塔瓦战役中与彼得一世抗争。
正如普希金书中的前言所说，他读过伊凡·马泽帕的许多文章，并试图对此做出回应。他既回答了拜伦的《马泽帕》，也回应了俄国十二月党人诗人孔德拉季·费奥多洛维奇·雷列耶夫赞颂马泽帕的一首诗Voinarovskii。

## 评价
与普希金的其他叙事诗相比，这首诗受到的关注要少得多，而且其接受程度不一。A·D·P·布里格斯（ADP Briggs）认为普希金的融合类型和题材都不成功，称它太长——接近1500行，是普希金叙事诗中最长的诗之一——并抗议其缺乏韵律的多样性。巴宾斯基还指责这首诗中的不同元素没有很好地融合在一起，这表明该诗“不是一个连续的叙事……根本就不是叙事诗，更像是一出三幕戏，叙述者以普通的方式来保持故事的连贯性。”
一些评论家指控波尔塔瓦是俄罗斯帝国主义的道歉。JP Pauls（1962）指责普希金“传播俄罗斯帝国主义事业”和“歪曲”历史真相。 斯维特拉娜·埃夫多基米娃（Svetlana Evdokimova（1999））回应了这一观点，她将波尔塔瓦毫不掩饰的爱国主义与《青铜骑士》（The Bronze Horseman，1833）中对彼得一世更丰富、模糊的描写进行了对比。普希金的传记作者亨利·特罗亚认为，普希金故意写了一首亲帝国主义的诗，是为了安抚沙皇尼古拉一世，沙皇在普希金流放归来后对他的政治忠诚心存疑虑。
苏联评论家更倾向于赞同这首诗。维克托·马克西莫维奇·日尔蒙斯基（V·M·Zhirmunskii）(1924)认为这首诗是普希金与拜伦决然决裂的时刻，他认为普希金运用道德和历史的视角来创作心理肖像和对其诗中人物的评价，而拜伦只依赖情感。S·M·邦迪则认为，普希金成功地将历史和个人主题结合在一起，诗中所表达的是对俄罗斯在欧洲列强中地位的沉思。然而，尽管普希金肯定地声称他写的是一首符合历史的诗，巴宾斯基指出，“尽管普希金坚持历史真实性，实际上他却歪曲了事实。”
一些对波尔塔瓦持较为宽容态度的西方批评家把注意力放在了它的角色塑造上。约翰·贝利（John Bayley）说，马泽帕“具有莎士比亚肖像的深度”。大卫·贝塞娅（David Bethea）也认为波尔塔瓦的角色塑造的灵感可能来源于莎士比亚的戏剧。弗吉尼亚·伯恩斯（Virginia Burns，2005）在一本书中对这首诗进行了歌颂，赞扬了诗中角色塑造的成功、严谨的结构和哲学探究的广度。

## 撰写和出版
普希金的笔记显示，他在1828年4月5日开始了波尔塔瓦的创作，并在10月完成了剩下的部分:10月3日的第一部分，10月9日的第二部分，10月16日的第三部分，以及10月27日的献词。他于1829年1月31日完成了诗的前言，这首诗也在那一年晚些时候出版了。

## 影響
柴可夫斯基1884年的歌劇作品Mazeppa參考波爾塔瓦的內容編寫。

## 來源
- Pushkin, A.S., tr. Walter Arndt. (1984) Collected Narrative and Lyric Poetry. Ann Arbor, Michigan: Ardis.  (Inc. recent translation of Poltava)
- Pushkin, A.S. (1949) Polnoe sobranie sochinenii v desiati tomakh.  Moscow and Leningrad: Izd. Akademiia Nauk SSSR.
- Burns, Virginia. (2005) Pushkin's Poltava: a literary structuralist interpretation. Lanham, Maryland: University Press of America.
- Babinski, H. F. (1974). The Mazeppa legend in European Romanticism. New York, Columbia University Press.

## 外部連結
- （俄文） The text of Poltava at Russian （维基文库）
- Ivan Eubanks' translation of Poltava （页面存档备份，存于） (2008) at the Pushkin Review （页面存档备份，存于）